# Medo e Delírio em Brasília
Medo e Delírio em Brasília é um podcast brasileiro do gênero política, apresentado por Cristiano Botafogo e escrito por Pedro Daltro, iniciado em 2020, a partir de um blog criado em 2018. A produção é feita pela Central 3. Seu nome faz referência ao filme Medo e Delírio.
O programa ganhou notoriedade no Brasil por críticas ao governo Jair Bolsonaro, especialmente durante a cobertura da CPI da COVID-19, com elementos de humor. Em 2024, no âmbito das investigações da Operação Primeira Milha, foi descoberto que a chamada "ABIN paralela" chegou a usar recursos do governo para tentar investigar, dentre parlamentares, jornalistas e influenciadores, os membros do podcast.
A dupla, em nome do programa, chegou a colaborar com a fotojornalista Gabriela Biló e com o designer Pedro Inoue na obra A verdade vos libertará, cobrindo o período do governo Bolsonaro. A obra figurou entre os finalistas do 66.º Prêmio Jabuti, e depois foi vencedora na categoria Artes, do eixo não-ficção, em 2024.
O podcast ficou em segundo lugar na categoria "Assuntos Diversos" do Prêmio MPB (Melhores Podcasts do Brasil) em 2024.
A partir de 2025 o podcast passou a ser publicado também no YouTube, em um canal que até então era utilizado somente para distribuir trechos dos programas, como paródias.